# Rain Valdez
Pour les articles homonymes, voir Valdez.
Rain Valdez est une actrice, écrivaine et productrice américaine qui s'est fait connaître avec son court métrage primé, Ryans. Elle joue dans la série web Razor Tongue, qu'elle a créée, et qui lui vaut une nomination aux Primetime Emmy Awards dans la catégorie  Meilleure actrice dans une série comique ou dramatique de forme courte (en). 
Valdez fait ses débuts avec le rôle de Coco dans la saison 2 de Lopez (en) sur TV Land,,,. Elle est ensuite consultante pour la série Transparent et joue aussi dans la quatrième saison. Elle écrit pour Vice et Popsugar. 

## Biographie

### Jeunesse
Valdez est née à Manille, Philippines et est élevée par sa mère et son beau-père à Dededo, Guam,. Elle commence à écrire des poèmes et des nouvelles en tant qu'élève du secondaire puis fréquente le lycée Simon Sanchez à Guam avant de déménager à Los Angeles en 2000, posant comme mannequin pour se soutenir tout en étudiant le théâtre,,. 

### Carrière
Valdez débute en tant qu'assistante de production en 2006. En 2010, elle écrit et joue dans son premier court métrage, Silly Games. En 2017, elle écrit et joué dans son court métrage révolutionnaire, Ryans, qui est présenté en avant-première à l'Outfest et reçoit le prix du jury du meilleur court métrage nord-américain. La même année, elle obtient un rôle récurrent dans la série Lopez sur TV Land,. Toujours en 2017, Valdez est choisi pour jouer dans la série Transparent d'Amazon. En 2019, Valdez créé Razor Tongue, une comédie romantique épisodique indépendante, et mettant en vedette des acteurs tels que Alexandra Gray, Sterling Jones, Sarah Parlow, Carmen Scott et Shaan Dasani. 
En 2020, Valdez apparaît en tant que commentatrice dans le documentaire Netflix Disclosure aux côtés des acteurs Laverne Cox, Jen Richards, Zeke Smith (en), Leo Sheng, Alexandra Billings et d'autres,. En juillet 2020, elle est nommée pour un Primetime Emmy Award de la meilleure actrice dans une série comique ou dramatique de forme courte (en) pour son travail sur Razor Tongue.

## Podcasts
| Date             | Podcast                | Épisode                     |
| ---------------- | ---------------------- | --------------------------- |
| janvier 2019     | FilAm Creative Voices  | « Épisode 17: Rain Valdez » |
| 30 août 2019     | Do Me A Solid          | « Rain Valdez »             |
| 1er octobre 2019 | Good Morning LaLa Land | « Rain Valdez »             |
| 26 février 2020  | The Her Voice          | « Rain Valdez »             |

## Filmographie

### Télévision
- 2022 : New York, unité spéciale (saison 24, épisode 8) : Cora Jones